# Artemis Verlag
Der Artemis Verlag war ein Schweizer Buchverlag, der 1943 von Friedrich Witz und Edmund Bucher in Zürich gegründet wurde. Er firmierte nach der Übernahme des Münchner Winkler Verlags 1971 als Artemis & Winkler, mit Sitz in Zürich und München. Artemis & Winkler wurde 1995 vom Patmos Verlag in Düsseldorf übernommen, dessen Mehrheitseigentümer damals der Cornelsen Verlag war, und verblieb nach dem Verkauf von Patmos 2011 bei Cornelsen unter dem Dach des Bibliographischen Instituts. Seit 2016 sind keine Bücher mehr unter dem Label Artemis & Winkler erschienen.

## Geschichte
Friedrich Witz, damals literarischer Leiter des Morgarten-Verlags, versandte im Sommer 1943 gemeinsam mit dem kaufmännischen Leiter des Verlags, Edmund Bucher, einen Prospekt an 25 finanzkräftige Personen. Der Prospekt, eine Art Manifest, trug den Titel „Gedanken um einen in Sinn, Form, Ausmaß und Aubau neuartigen Verlag für schweizerische und europäische Kultur“. Mitten im Zweiten Weltkrieg sah Witz die Schweiz als möglicherweise letzte Erbin europäisch-christlicher Kultur und beschrieb seine Vision eines Verlags, der dem Wahren, Guten und Schönen in einer zerstörten Welt wieder Ausdruck verleihen könne. Das Manifest traf auf Interesse bei Intellektuellen und Geldgebern, insbesondere bei den Direktoren der Warenhauskette Jelmoli.
Das Ergebnis war die Gründung der Artemis Verlags-Aktiengesellschaft am 30. Dezember 1943 in Zürich mit einem Grundkapital von 50.000 Schweizer Franken. Witz wurde literarischer Leiter, dem Verwaltungsrat gehörten zunächst Bucher und Walter Pfund an.
Zu den ersten Projekten des neugegründeten Verlags gehörte von 1945 bis 1958 die Publikation der zehnbändigen Gesammelten Werke des Schweizer Literaturnobelpreisträgers Carl Spitteler im Auftrag der Schweizerischen Eidgenossenschaft, herausgegeben von Gottfried Bohnenblust, Wilhelm Altwegg und Robert Faesi. Der Verlag erlangte dann Bekanntheit durch seine literarischen Klassikerausgaben vom klassischen Altertum bis zum 19. Jahrhundert sowie von Buchreihen und Lexika zur Antike und zum Mittelalter. Seit 1948 erschien eine 24-bändige Gedenkausgabe der Werke, Briefe und Gespräche von Johann Wolfgang von Goethe bei Artemis, herausgegeben von Ernst Beutler. Mit dieser Ausgabe gelang es Witz, den Verlag „bleibend zum Klassiker-Verlag“ zu profilieren. Die Buchreihen Bibliothek der Alten Welt (seit 1947), begründet und zunächst allein herausgegeben von Karl Hoenn, und Die Bibliothek des Morgenlandes genossen großes Renommee. 1965 kam das Lexikon der Alten Welt hinzu, 1977 das Lexikon des Mittelalters. In der Kulturschriftenreihe Schriften zur Zeit erschien unter anderem Karl Jaspers’ Band Die Schuldfrage. Artemis brachte auch Kinder- und Jugendbücher, Reiseliteratur, Architektur- und Bildbände heraus.
1958 folgte Bruno Mariacher dem Gründer Friedrich Witz als Verlagsleiter nach. Nach dem Tod von Emil Georg Bührle ging 1959 die Aktienmehrheit an Artemis an die Familie Bührle.
Artemis gehörte 1960 zu den elf Gründungsgesellschaftern des Deutschen Taschenbuchverlags. 1962 übernahm Artemis den „Verlag für Architektur“ von Eugen Rentsch. Unter dem Label „Verlag für Architektur“ fanden sich Namen wie Mario Botta, Santiago Calatrava und Jean Nouvel. Das Architekturprogramm ging 1995 an den Birkhäuser Verlag. 1968 erwarb Artemis den Alfred Druckenmüller Verlag und mit ihm den Kleinen Pauly.
Den 1971 von Artemis übernommenen Winkler Verlag hatte Hildegard Winkler 1945 in Coburg gegründet, 1949 hatte sie den Sitz nach München verlegt. Bekannt geworden ist der Verlag besonders durch seine „Dünndruck-Bibliothek der Weltliteratur“, die 1963 bereits 100 Bände umfasste. Ab 1986 erschienen dort auch Werke der klassischen Moderne (etwa Günter Grass, Heinrich Mann, Else Lasker-Schüler, Frank Wedekind).
Die renommierte Sammlung Tusculum, die ursprünglich im Heimeran-Verlag erschienen war, fand seit der Übernahme von Heimeran 1981 bis 2011 eine Heimat bei Artemis & Winkler. Es handelt sich um zweisprachige Ausgaben griechischer und lateinischer Klassiker. Sie ging 2011 an den Akademie-Verlag und mit diesem 2013 an den Verlag De Gruyter.
In den Jahren 1986 bis 1995 leitete Franz Ebner den Verlag. In dieser Zeit wurde der Versuch unternommen, das angestammte Klassik-Programm sich ändernden Leserinteressen anzupassen. Vermehrt fanden Editionen kulturgeschichtlicher Werke Aufnahme in das Programm, etwa von Robert Burton, Mircea Eliade, Heinrich Schliemann und Manfred Fuhrmann. Das Artemis-Bildbandprogramm wurde mit Werken über Jeremias Gotthelf, Gottfried Keller und Thomas Mann  weitergeführt. Ebenfalls weitergeführt wurde die Reihe der Artemis-Kunst- & Reiseführer. In der Reihe Artemis-Zeitthemen publizierten unter anderem Thomas Macho, Peter Sloterdijk, James Lovelock, Jean Guitton und Stephan Schmidheiny.

## Archiv
Das Archiv des Artemis Verlags befindet sich seit 1990 im Schweizerischen Literaturarchiv.